# Paul-Loup Sulitzer
Paul-Loup Sulitzer, né le 22 juillet 1946 à Boulogne-Billancourt (Seine) et mort le 5 février 2025 à l'île Maurice, est un homme d'affaires et écrivain français, inventeur d'un genre littéraire : le « western financier », . Ses livres sont traduits en plus de quarante langues et vendus à plus de quarante millions d'exemplaires.

## Biographie

### Origines et famille
Son père, Jules Sulitzer (1901-1956), co-fondateur des remorques Titan qui a immigré de Roumanie, meurt lorsqu’il a dix ans.
Paul-Loup Sulitzer a une sœur, hôtelière à Gassin dans le golfe de Saint-Tropez de 1967 à 1992 (Le Mas de Chastelas). 

### Débuts professionnels
À 16 ans, Paul-Loup Sulitzer entre dans une entreprise de transport au Moyen-Orient. Selon son éditeur, il devient à 21 ans le plus jeune PDG de France et fait fortune en vendant des gadgets (notamment à Pif Gadget, ainsi que des porte-clefs qui seront très prisés dans les années 1960 et 1970), repérés au Royaume-Uni et fabriqués en Extrême-Orient.
En 1968, il intègre une holding puis s'établit comme consultant financier. La même année, il apparait dans le long métrage Les Poneyttes réalisé par Joël Le Moigné. Le film est resté inédit en salles, malgré une première organisée à l'Olympia.

### Romancier à succès
En 1980, Paul-Loup Sulitzer propose aux éditions Denoël qu’on l’associe à un écrivain pour produire un « western financier », un roman d’aventures de finance-fiction. C'est le début de sa carrière d'« écrivain ». Loup Durand, journaliste et écrivain, accepte de servir de plume à l’expert, lequel choisit de réinjecter astucieusement son à-valoir dans la publicité du livre. Les journalistes parlent de « système Sulitzer » pour évoquer la façon dont l'écrivain produit ses livres. Bénéficiant des techniques de marketing les plus poussées, Money rencontre un large public. Ce premier roman contient quelques éléments autobiographiques mais la trame du roman est similaire à celle du Comte de Monte-Cristo. Suivront Cash ! (1981) — prix du Livre de l'été — et Fortune (1982), suites des exploits et revers financiers de Franz Cimballi, un homme d’affaires justicier.
Après ces thrillers d’un genre nouveau, le duo publie chez Bernard Fixot en 1983 Le Roi vert, une épopée romanesque qui connaît un succès public considérable et qui sera traduite dans une trentaine de langues.
À compter de ce moment, les romans se succèdent, au rythme d’un par an : Popov (1984), qui dépeint l’espionnage économique soviétique, Hannah (1985) et L’Impératrice (1986), inspirés du destin d'Helena Rubinstein.
En 1987, Pierre Assouline, directeur du magazine Lire, relayé par Bernard Pivot dans Apostrophes, dévoile le « système Sulitzer-Durand » (Sulitzer travaille avec une équipe), avec l’aide de Robert Laffont. Sulitzer riposte en livrant dans la presse les noms de ses collaborateurs, reconnaissant être un « metteur en livre » et non un « auteur ».
En 1994, il publie Le Régime Sulitzer, après avoir perdu 26 kilos.

### Western financier
Paul-Loup Sulitzer déclare au cours d'une interview qu'« un type qui ferme une usine fait plus de mal qu'un cowboy qui entre dans un ranch avec un pistolet ». Son éditeur invente alors l'expression « western financier », genre auquel Sulitzer restera attaché en tant qu'inventeur.

### Après Loup Durand
En 1995 survient la mort de Loup Durand, qui n’a jamais admis nettement avoir collaboré à l'écriture de certains romans de Paul-Loup Sulitzer. Sa mort n’empêche pas le système de perdurer, avec des tirages toutefois moins élevés.
En 2003, il lance un journal économique, Savoir s'enrichir.
Souffrant des suites d'un accident vasculaire cérébral en 2004, il emménage chez un ami dans le 17e arrondissement de Paris après avoir quitté quelques années plus tôt son appartement de 400 mètres carrés dans le 16e arrondissement, saisi et vendu aux enchères.
En 2007, il publie Puits de Lumière, un thriller consacré à l'assassinat de Kennedy. Le thriller suivant, Le Roi Rouge (2008), s'inspire de la vie d'Arcadi Gaydamak et de l'affaire des ventes d'armes à l'Angola, pour laquelle l'écrivain a été cité. Il reproduit dans le roman une grande part du mécanisme de pots de vin qui caractérise cette affaire.

### Affaires judiciaires
En 2000, Paul-Loup Sulitzer est mis en examen dans l’affaire des ventes d'armes à l'Angola. En 2005, il est condamné à six mois de prison avec sursis pour fraude fiscale.
En octobre 2008 s'ouvre à Paris le procès de l'Angolagate dans lequel il est mis en examen. Par jugement du Tribunal correctionnel de Paris, il est condamné pour « recel d'abus de biens sociaux » à 15 mois de prison avec sursis et 100 000 euros d'amende. Cette condamnation lui vaut d'être exclu de l'ordre national du Mérite en novembre 2012.
En 2009, il publie Angolagate, chronique d'un scandale d'État écrit au jour le jour durant le procès, d'octobre 2008 à mars 2009.

### Retour à l'écriture

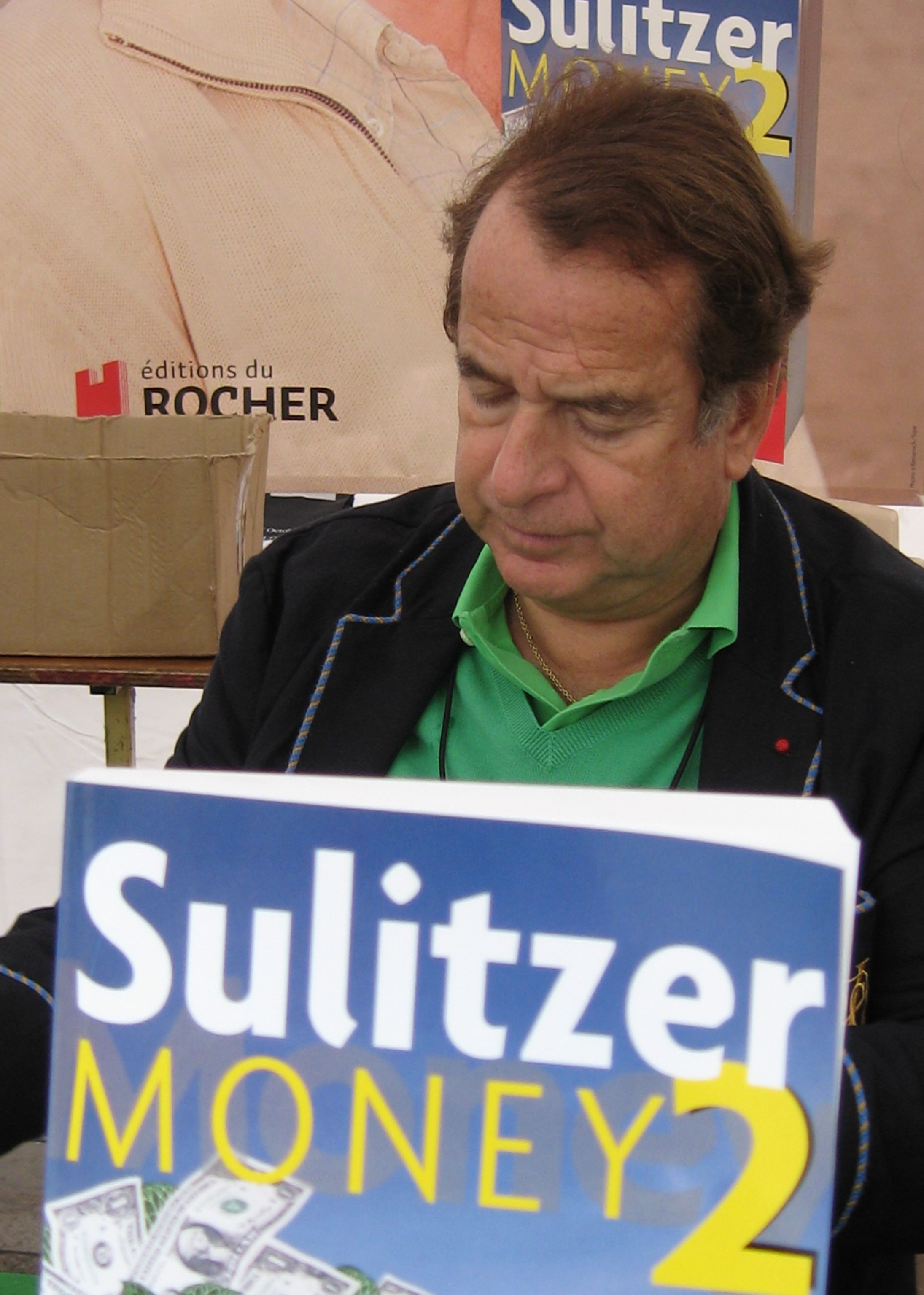
Sulitzer en séance de dédicace à La Grande Motte en mai 2010 à l'occasion de la sortie de Money 2.

En novembre 2009, Paul-Loup Sulitzer revient au thriller financier en publiant L'Escroc du siècle, qui a pour toile de fond la crise financière mondiale et l'affaire Madoff.
En avril 2010, trente ans après la parution de Money, sort Money 2, un clin d’œil envers ses lecteurs les plus fidèles. Le livre ne dépasse pas les 1 300 ventes.
En septembre 2011, il publie L'Empire du nénuphar qui met à nouveau en scène son héros fétiche, Franz Cimballi.
En 2012, il annonce travailler sur son autobiographie. Le projet, baptisé Monstre sacré, est reporté plusieurs fois et sort finalement en juin 2013 aux Éditions du Rocher. Il y reconnaît que Loup Durand a été son « vieux complice d'écriture », son « collaborateur et ami » : Durand a collaboré à l'écriture notamment de Cash !, Fortune, Le Roi vert (« Ce livre, je l'ai également écrit avec Loup Durand »).
En 2014, il part pour l'île Maurice, pour affaires, à la suite d'un précédent séjour et d'une invitation du gouvernement du pays. Engagé par le Board of Investment (BOI) qui dépend du Premier ministre Anerood Jugnauth, il travaille sur le film Vivre et investir à Maurice, réalisé par Jean-François Marty et commandé par le Mauritius Tourism Promotion Authority (MTPA). Il s'y installe à Pointe aux Canonniers, au nord de Port Louis.
Il écrit une tribune mensuelle dans Jour de France, magazine du groupe indépendant Lafont presse.

### Dernières années
Fin 2016, Paul-Loup Sulitzer part vivre dans la région de Bruxelles, à Uccle, dans un appartement de 100 mètres carrés.
En 2018, dans une interview à la presse, il dit vivre chichement avec une pension de retraite de 1 500 € par mois. Ruiné par ses condamnations judiciaires et les frais de son divorce avec Delphine Jacobson, il précise avoir « bouffé [ses] réserves ». Se souvenant de l'époque où il pouvait gagner jusqu'à 200 000 € par mois, lorsqu'il était propriétaire d'un palais rue de Varenne, d'une villa à Saint-Tropez ou encore d'un ranch en Arizona, il conclut toutefois : « Je n'ai jamais été matérialiste. Pour moi l'argent n'a pas grande valeur. »
En mai 2019, souffrant d'arythmie cardiaque, il est victime d'un malaise à Monaco.

### Mort
Hospitalisé après une chute, Paul-Loup Sulitzer meurt à l'âge de 78 ans après un AVC le 6 février 2025 sur l'île Maurice, où il s'était installé depuis plusieurs mois. Il est inhumé dans l'intimité dans le caveau familial au cimetière du Montparnasse. (division 6).

### Vie privée
Paul-Loup Sulitzer a contracté trois mariages :
- en 1968, il épouse en Grande-Bretagne l'actrice Lyne Chardonnet, dont il divorce en 1970 ;
- il épouse Magali Colcanap, dont il divorce, après avoir eu une fille en 1974 : Olivia ;
- en 1993, il se marie avec Delphine Jacobson. Le mariage est célébré par le maire de Paris, Jacques Chirac[24]. De cette union naissent deux fils : James-Robert et Jacques-Edouard.

De 1984 à 1992, il partage sa vie avec la styliste Alejandra Di Andia. Ensemble, ils ont une fille en 1985, Joy.
De 2002 à 2007, il est en couple avec Eva Kowalewska, une artiste peintre polonaise. C'est en cette qualité qu'elle participe, en 2004, à la première saison de l'émission de téléréalité La Ferme Célébrités sur TF1[réf. nécessaire].

## Décorations
Officier de l'ordre national du Mérite (1996) ; chevalier (1987). Il est exclu de l'ordre et ses décorations annulées par un décret paru au Journal officiel le 28 novembre 2012[réf. nécessaire].

## Distinctions
- Médaille de vermeil de la ville de Paris (1987)
- Chevalier du Cahors
- Citoyen d'honneur de la ville de Liège

## Image et références dans la culture populaire
Opposé à la marchandisation de la culture et de la société, au « prêt à penser », et à la catégorisation, Alain Souchon attaque Sulitzer dans sa chanson Foule sentimentale (1993) : « On nous Claudia Schiffer, on nous Paul-Loup Sulitzer… ». Transformant en verbe le patronyme de l'écrivain, il en fait un symbole de la société de consommation. Mais après que Souchon a appris que Sulitzer était orphelin, il laisse un blanc dans la chanson.
Dans son roman, La Petite Marchande de prose (1990), Daniel Pennac parle d'un auteur fictif, J.-L. Babel (« JLB »), inventeur d'un genre littéraire appelé le réalisme libéral, et auteur entre autres de Pactole, Dollar et Dernier baiser à Wall Street.
Dans Nazis dans le métro, Didier Daeninckx évoque « un libraire qui avait coulé sa boutique en refusant de vendre du Zaraï et du Jardin, du Sulitzer et du Giroud ».
Le philosophe Régis Debray monte un canular dans Le Monde daté du 7 mars 2010 : il prétend avoir appris qu'une commission, mise en place par l'Élysée et présidée par Marc Levy, Paul-Loup Sulitzer et Michel-Édouard Leclerc, aura pour objectifs de « réformer la lecture et moderniser le livre ». Dans un pré-rapport, ladite commission propose d'explorer des pistes pour redynamiser cette « branche industrielle passablement nécrosée » : abolition du dépôt légal pour tous les ouvrages (sauf les best-sellers) ; abrogation de la loi Lang ; abandon du projet de bibliothèque numérique européenne et soutien « atlantiste » à l'initiative de Google ; autorisation de la publicité pour le livre sur les grandes chaînes privées de télévision.

## Événements médiatisés
En 1987, à la suite de l'intervention de Paul-Loup Sulitzer, l'avion Cessna 172 piloté par Mathias Rust qui s'est posé sur la place Rouge de Moscou, a été ramené en France sous le nom « Avion de la Liberté » et a fait l'objet d'une importante médiatisation à l'époque (journal télévisé de 13 heures avec Yves Mourousi et autres supports médias).
Paul-Loup Sulitzer a participé à la médiatisation mondiale du procès fait aux époux Ceauşescu exécutés à l'issue de ce procès par le gouvernement révolutionnaire de Roumanie. En effet, Paul-Loup Sulitzer avait été mandaté par Răzvan Theodorescu (en), alors président de la télévision roumaine devenu ministre de la Culture puis sénateur de Roumanie. Sulitzer avait aidé à la diffusion de la cassette du procès, faisant alors l'objet d'un scandale car ladite cassette avait été copiée alors que le master appartenait conjointement à la télévision roumaine et à la société PLS international SA. La société PLS International SA avait agi comme une agence de presse mandatée par les autorités roumaines et a passé par la suite un accord cadre avec Francis Bouygues (propriétaire du groupe TF1) et Patrick Le Lay (P-DG TF1), lequel a mis ainsi fin à une polémique sur cette révélation historique.

## Publications

### Romans
- Money (Denoël, 1980)
- Cash ! (Denoël, 1981)
- Fortune (Denoël, 1982)
- Le Roi vert (Édition 1, 1983)
- Popov (Orban-Édition 1, 1984)
- Cartel (Édition 1, 1990)
- Tantzor (Édition 1, 1991)
- L'Impératrice  (Édition 1, 1991  (ISBN 2-253-04513-6))
- Berlin (Édition 1, 1992)
- Tête de Diable (Stock, 1995)
- La Confession de Dina Winter (Stock, 1997)
- La Femme d’affaires (Stock, 1998)
- Dans le cercle sacré (Stock, 1999)
- Oriane ou la cinquième couleur (Stock, 2000)
- La Vengeance d’Esther (Stock, 2001)
- Le Président (Stock, 2002)
- L'Ange de Bagdad (Éditions no 1, 2004)
- Le Conglomérat/ en collab. avec Vladimir Colling (Édition 1, 2005)
- L'Empire du Dragon/ en collab. avec Vladimir Colling (Édition 1, 2006)
- Puits de Lumière (Éd. du Rocher, 2007)
- Le Roi Rouge (Éd. du Rocher, 2008)
- L'Escroc du siècle (Édition 1, 2009)

### Séries
- Romans de la série Franz Cimballi (8 romans)

1. Money (Denoël, 1980)
2. Cash ! (Denoël, 1981)
3. Fortune (Denoël, 1982)
4. Duel à Dallas (Édition 1, 1984)
5. Le Chinois à roulettes (feuilleton pour Paris Match, 1984. Rééd. Éd. du Rocher, 2011)
6. Les Corbeaux à crans d'arrêt (feuilleton pour France-Soir, 1985)
7. Money 2 (Éd. du Rocher, 2010)
8. L'Empire du nénuphar (Éd. du Rocher, 2011)

- Romans de la série Hannah (2 romans)

1. Hannah (Stock-Édition 1, 1985)
2. L'Impératrice (Édition 1, 1986)

- Romans de la série Rourke (3 romans)

1. La Femme pressée (Édition 1, 1987)
2. Kate (Stock-Édition 1, 1988)
3. Les Routes de Pékin (Édition 1, 1989)

- Romans de la série O’Hara (2 romans)

1. L'Enfant des Sept Mers (Stock, 1993)
2. Soleils rouges (Stock, 1994)

- Romans de la série Julius Kopp (3 romans)

1. Les Maîtres de la vie (Stock, 1995)
2. Le Complot des anges (Stock, 1996)
3. Le Mercenaire du Diable (Stock, 1997)

### Compilations
- Le Cycle Cimballi (Éd. du Rocher-Claude Lefrancq « Volumes », 1993. Réunit : Money, Cash !, Fortune)
- Les Grandes sagas de femmes (Éditions no 1, 1999. Réunit : Hannah et L’Impératrice)
- Les Grands romans exotiques (Éditions no 1, 2000. Réunit : La Femme pressée et Kate)
- Les Grandes sagas historiques (Éditions no 1, 2000. Réunit : Tantzor et Berlin)
- Les Grands Thrillers (Éditions no 1, 2002. Réunit : Popov et Duel à Dallas)
- Les Prédateurs de la Finance (Éditions no 1, 1999. Réunit : Le Roi vert et Cartel)

### Nouvelles
- Best seller, recueil (Agence Tequila motivation-Renault, 1990)
- Le Mousquetaire des mers (in Les Nouveaux Trois mousquetaires, Les Amis du livre, 1998).

### Documents
- Les Riches (Olivier Orban, 1991)
- Le Régime Sulitzer (Michel Lafon, 1993)
- Laissez-nous réussir (Stock-Michel Lafon, 1994)  (ISBN 2234043611)
- Les Dîners légers et gourmands/ avec Paul-Loup Sulitzer ; photographies Daniel de Nève (Chêne, 1994)
- Le Tour de taille en 80 jours/ préf. Christian Cabrol (Michel Lafon, 1995)
- Succès de femmes (Plon, 1996)
- Crédit Lyonnais : cette banque vous doit des comptes (Michel Lafon, 1997)
- Angolagate, chronique d'un scandale d'État/ documentation assurée par Yannick Boutot (Éd. du Rocher, 2009)
- Entretiens spirituels avec Pierre-André Bizien (Éd. Docteur angélique, 2024)

### Direction collection «Histoires de fortune»
1. La Théorie d'O'Malley/ John Rast (Carrère-C. Chalmin, 1986)
2. Les Mines du roi Solomons/ Michael de Palma (Carrère-C. Chalmin, 1986)
3. Le Barman du Waldorf/ Michael de Palma (Carrère-C. Chalmin, 1986)
4. Le Septième Margin Call/ John Rast (Carrère-C. Chalmin, 1986)
5. L'Argent du thé/ Dick Lewis (Carrère-Paraître, 1987)
6. Howard Hughes/ Harry Dulman (Carrère-Paraître, 1987)

### Préfaces
- Les Rois verts : une aventure d'Apicitou/ Daniel Sebban. Burning Bush, 1987, 43 p.  (ISBN 0951081306)
- Le Krach de 1987/ Lionel Salem ; [préf. P.-L. Sulitzer. Paris : Édition ̇1, 1987, 153 p.  (ISBN 2-86391-273-9)
- Le Défi de Gail : le promoteur/ Joseph Amiel ; préf. Paul-Loup Sulitzer. Paris : Presses de la Cité, 1989, 461 p.  (ISBN 2-258-02602-4)
- Lettre ouverte aux pin'seurs/ Jean-Claude Collard ; [préf. Paul-Loup Sulitzer] (Arcane, 1991)
- La Châtaigne/ Dominique Zardi ; préface de Paul-Loup Sulitzer. - Coulommiers : Dualpha éd., 2005, 215 p. (Vérités pour l'histoire).  (ISBN 2-915461-41-4)
- L'Homme qui a fait sauter la Barings/ Judith Helen Rawnsley ; trad. Madeleine Bessières et Éric Jollant ; adapt. Mathieu Lance ; préf. Paul-Loup Sulitzer. Paris : Éd. générales First, 1995, 264 p. (F1rst-documents).  (ISBN 2-87691-288-0)
- 300 % : multipliez vos ventes par trois en développant votre clientèle/ Reiner K. Selz ; préf. Paul-Loup Sulitzer. Paris : Éd. générales First, 1994, 218 p. (F1rst-Businessman).  (ISBN 2-87691-226-0)
- Les Ultra riches : peut-on avoir trop d'argent ?/ Vance Packard ; préf. Paul-Loup Sulitzer ; trad. Francine Siety. Paris : Acropole, 1990, 335 p.  (ISBN 2-7357-0141-7)
- Yannick Boutot, Le Singulier destin du château de Sallegourde, The Book Édition, 2008, 70 p.
- Que faites-vous le week-end ?/ Michel Bertrand ; préf. Paul-Loup Sulitzer. Bruxelles : les Éd. de l'arbre, 2011, 221 p. (Témoignage vécu).  (ISBN 978-2-87462-068-3)
- Fragments de Miroir/ Erick Dietrich. Éditions du Panthéon, 2013, 240 p.

## Bandes dessinées (adaptations)
- Série Le Roi Vert

1. La Traque. Scén. Jean Annestay, ill. Jacques Armand. Dupuis, 1991  (ISBN 2-8001-1841-5)
2. Guaharibos. Scén. Jean Annestay, ill. Gilles Mezzomo. Dupuis, 1993  (ISBN 2-8001-1963-2)
3. Les Chiens Noirs. Scén. Jean Annestay, ill. Gilles Mezzomo. Dupuis, 1994  (ISBN 2-8001-2066-5)
4. Charmian Page. Scén. Denis Lapière, ill. Gilles Mezzomo. Dupuis, 1994  (ISBN 2-8001-2138-6)
5. Le Royaume. Scén. Denis Lapière, ill. Gilles Mezzomo. Dupuis, 1995  (ISBN 2-8001-2202-1)

- Série Hannah d'après Sulitzer ; dessin Franz ; adaptation Jean Annestay

1. Les Cavaliers de la mort. Dupuis, 11/1991, 48 p.  (ISBN 2-8001-1842-3)
2. Le Secret de MacKenna. Dupuis, 11/1992, 48 p.  (ISBN 2-8001-1961-6)
3. L'Irrésistible ascension. Dupuis, 11/1993, 48 p.  (ISBN 2-8001-2062-2)

- Série Rourke d'après Sulitzer ; dessins Marvano ; adaptation Marcel Rouffa

1. La Mort est toujours bonne. Dupuis, 11/1991, 48 p.  (ISBN 2-8001-1843-1)
2. Le Bon Dieu ne dort jamais. Dupuis, 12/1992, 48 p.  (ISBN 2-8001-1962-4)
3. Les Trois concubines. Dupuis, 04/1994, 48 p.  (ISBN 2-8001-2104-1)
4. Tigre d'Avril. Dupuis, 03/1995, 48 p.  (ISBN 2-8001-2189-0)

## Filmographie

### Scénariste et acteur
- 1990 : Dancing Machine, film réalisé par Gilles Béhat : scénario et rôle de « l'homme photo »
- 1991 : Money, film franco-canadien réalisé par Steven Hilliard Stern : scénariste (adaptation de son roman Money) et rôle de Mendeaux

### Acteur
- 1968 : Les Poneyttes, film de Joël Le Moigné : le roi des gadgets
- 1997 : Mauvais Genre, film de Laurent Bénégui : lui-même
- 2007 : Mission : éthylique, court métrage de Gaël Leforestier : le riche clochard dans le bus

## Jeux de société
- Citizen News (1990) : jeu de plateau (« Devenez patron de presse pour exercer votre influence. »), Schmidt France.
- Finance (1990) : jeu de plateau, Éditions Daniel Briand.

## Citation
« Les pauvres ont des problèmes d'argent, les riches ont des problèmes de fortune. »

#### Ouvrages
- Sulitzer et moi/ Eva Kowalewska. Paris : Éditions no 1, 2003, 222 p.  (ISBN 2-84612-118-4)
- Sulitzer par Paul-Loup : entretiens intimes/ avec Christelle Schaff. Enghien-les-Bains : Éd. de la Lagune, 2006, 96 p.  (ISBN 2-84969-023-6)
- Le Piège : les réseaux financiers de Pierre Falcone/ Gilles Gaetner. Paris : Plon, 2002, 279 p.  (ISBN 2-259-19563-6)

#### Articles
- Robert Belleret, « Les recettes du système Sulitzer », Le Monde, 5 juillet 2001, p. 12 [lire en ligne]
- Gérard Davet, « Paul-Loup Sulitzer, le roi nu », Le Monde, 15 novembre 2008 [lire en ligne]
- Marie-Laetitia Bonavita, « Paul-Loup Sulitzer, l'inventeur de la finance-fiction », Le Figaro, 19 août 2011, [lire en ligne]

### Vidéo
- [vidéo][Podcast] « L'histoire du phénomène Paul-Loup Sulitzer », Fabrice Drouelle sur France Inter, 26 septembre 2023, 47 min